# Густав Нахтигал
Густав Нахтигал (Ајхштет, 23. фебруар 1834 — Атлантски океан, 20. април 1885), био је немачки истраживач средишње Африке и посебно Сахаре. Заслужан је да су Того и Камерун постали немачке колоније.

## Биографија
Син је лутеранског пастора. Рођен је у Ајхштету у Бранденбургу. Након студија медицине у Халеу, Вирцбургу и Грајфсвалду неколико година је стажирао као војни хирург. У Немачкој је оболио од туберколозе и због неповољне климе отишао је у Алжир и Тунис. Доктори су му предвидели коју годину живота, ако остане у Немачкој. Ту је као хирург суделовао у неколико експедиција у унутрашњост Сахаре. Краљ Пруске му је дао задатак да однесе поклоне султану Борнуа, као знак захвалности због љубазности, коју је султан показивао према немачким истраживачима. Две године је путовао док није испунио ту крљеву мисију. Кренуо је 1869. из Триполија. Посетио је Тибести и Борку, области средишње Сахаре, које су дотад биле непознате за Европљане. Од Борнуа кренуо је до Багирмија, па је наставио пут до Вадајиа и Кордофана и појавио се у Картуму зими 1874. Своје путовање је описао у књизи Сахара и Судан (3 тома 1879 — 1889).
Када је успостављен француски протекторат над Тунисом, Густав Нахтигал је постављен за конзула Немачке. Ту је остао до 1884. После тога га је Бизмарк послао у западну Африку као специјалног комесара. Послао га је наводно да испита услове за трговину са Немачком, али у ствари Немачка је намеравала да анектира неке територије пре Велике Британије. Као резултат његове мисије Того и Камерун су постали немачке колоније. При повратку се удавио крај рта Палмаса 20. априла 1885.

## Значај
Густав Нахтигал је један од највећих немачких истраживача. само је Хајнрих Барт заслужнији од њега. Највише се интересовао за етнографију и за тропску медицину. Његова запажања о Африци су била јако значајна, јер су била детаљна и јер је непристрасно описивао Африканце. За разлику од већине тадашњих истраживача он није веровао у наводну инфериорност Африканаца. Био је сведок лова на робове у Африци и бројним зверствима афричких владара. Ушао је у колонијалну службу јер је веровао да европска доминација над Африком може зауставити лов на робове и робовласништво.